# Sigmaxinella soelae
Sigmaxinella soelae är en svampdjursart som beskrevs av Hooper 1984. Sigmaxinella soelae ingår i släktet Sigmaxinella och familjen Desmacellidae.
Artens utbredningsområde är havet kring Australien. Inga underarter finns listade i Catalogue of Life.